# Biophytum nyikense
Biophytum nyikense är en harsyreväxtart som beskrevs av Arthur Wallis Exell. Biophytum nyikense ingår i släktet Biophytum och familjen harsyreväxter. Inga underarter finns listade i Catalogue of Life.